# Doctor Foster
Doctor Foster är en brittisk dramaserie från 2015 med manus av Mike Bartlett. Läkaren Gemma Foster misstänker att hennes make är otrogen och får successivt veta sanningen. Den andra säsongen av serien visades i BBC One med början den 5 september 2017.
Första säsongen sändes av SVT1 i augusti och september 2016. Den andra säsongen inleddes den 25 september 2017.

## Rollista
- Suranne Jones – Gemma Foster
- Bertie Carvel – Simon Foster
- Clare-Hope Ashitey – Carly
- Cheryl Campbell – Helen Foster
- Jodie Comer – Kate Parks
- Navin Chowdhry – Anwar
- Victoria Hamilton – Anna
- Martha Howe-Douglas – Becky
- Adam James – Neil
- Thusitha Jayasundera – Ros Ghadami
- Sara Stewart – Susie Parks
- Neil Stuke – Chris Parks
- Tom Taylor – Tom Foster
- Robert Pugh – Jack Reynolds
- Ricky Nixon – Daniel Spencer

### Webbkällor
- ”Doctor Foster”. BBC One. http://www.bbc.co.uk/programmes/b094m5t9. Läst 25 september 2017.